# Mamolj
Mamolj je naselje v Občini Litija.